# Marija Akačić
Marija Akačić (Hreljin, 1835. - Zagreb, 11. siječnja 1902.) je bila hrvatska kazališna glumica. Proglašena je jednom od najvećih glumica ilirizma. Debitirala 1860. u gornjem gradu u Zagrebu.